# Рам Дасс
Ри́чард А́льперт (англ. Richard Alpert, 6 апреля 1931, Бостон, Массачусетс — 22 декабря 2019, Мауи, Гавайи), более известен как Баба Рам Дасс (англ. Baba Ram Dass) — американский гуру, психолог и писатель. Автор вышедшего в 1971 году бестселлера «Будь здесь и сейчас» («Be Here Now»). В 1960-х годах, будучи профессором психологии Гарвардского университета, общался с Тимоти Лири и вместе с ним проводил исследования эффектов ЛСД, за что был лишён профессорского звания. Затем жил какое-то время в Индии, где обратился в индуизм, став учеником индуистского садху Ним Кароли Бабы.

## Биография
Родился в Бостоне в еврейской семье. Его отец, Джордж Альперт, был одним из преуспевающих адвокатов Бостона, владельцем железной дороги и основателем Брандейского университета. У Ричарда Альперта есть двое старших братьев.
Ричард Альперт получил степень бакалавра искусств Университета Тафтса, степень магистра Уэслианского университета и степень доктора философии Стэнфордского университета. С 1958 по 1963 год преподавал и проводил исследования в Департаменте социальных отношений Гарвардского университета. В Гарварде, Ричард Альперт тесно сотрудничал с Тимоти Лири. Вместе они провели множество экспериментов с эффектами ЛСД и других психоделиков, из-за чего в 1963 году оба были уволены из университета. Позднее, они продолжили эксперименты в стенах частного особняка в Миллбруке. Вместе с Тимоти Лири и Ральфом Метцнером Альперт является соавтором книги «Психоделический опыт» — описания изменённых состояний сознания на основе тибетской «Книги мёртвых».
В 1967 году Альперт отправился в Индию, где занялся практикой медитации и йоги. После встречи с Ним Кароли Бабой, индусским садху из Уттар-Прадеш, он изменил своё имя на Рам Дасс, что на санскрите означает «слуга Рамы». Начиная с 1968 года, экспериментировал с различными духовными практиками, такими как индуизм, йога и суфизм. Книга Рам Дасса «Будь здесь и сейчас» («Be Here Now») стала бестселлером и привлекла к нему общественное внимание в 1971 году.
По возвращении в США Альперт основал несколько организаций, посвящённых продвижению духовного роста и расширению сознания. В 1974 году Рам Дасс создал «Hanuman Foundation» («Фонд Хануман»), в котором было развито много проектов, включая «проект тюремного ашрама», целью которого являлась помощь заключённым в духовном росте на протяжении срока лишения свободы, и «проект Жизнь-смерть», который обеспечивает поддержку сознательной смерти умирающих.
Рам Дасс также являлся соучредителем и членом правления Seva Foundation — международной благотворительной организации, посвященной уменьшению страдания в мире. «Seva» поддерживает программы, помогающие, кроме всего прочего, излечивать слепых в Индии и Непале, восстанавливать сельскохозяйственную жизнь обедневших сельских жителей Гватемалы, решать проблемы североамериканских индейцев, и привлекать внимание к состоянию экологии в США.
В феврале 1997 года Рам Дасс перенёс инсульт, который парализовал правую сторону его тела и затронул его способность говорить. Несмотря на это, он продолжал преподавать, писать и читать лекции.

## Книги
- Identification and Child Rearing (with R. Sears and L. Rau) (1962) Stanford University Press
- Лири Т., Метцнер Р., Олперт Р. Психоделический опыт: Руководство на основе «Тибетской книги мертвых» = The Psychedelic Experience: A Manual Based on the Tibetan Book of the Dead : 1964. — Львов : Инициатива ; Киев : Ника-Центр, 2003. — 244 с. — Пер. с англ. Г. А. Лубочкова. — ISBN 966-521-203-6.
- LSD (with Sidney Cohen) (1966) ISBN 0-453-00120-3
- Рам Дасс. Быть здесь и сейчас : пер. с англ. Л.Линн = Be Here Now : 1971. — М. : Эксмо, 2021. — 608 с. — ISBN 978-5-04-109001-2.
- Doing Your Own Being (1973) ISBN 978-0854354917
- Рам Дасс. Это только танец = The Only Dance There Is : 1974. — Киев : София, 1994. — С. 151-320. — 320 с. — ISBN 5-7101-0033-1.
- Рам Дасс. Зерно на мельницу = Grist for the Mill : 1977. — Киев : София, 1993. — С. 185-320. — 320 с. — ISBN 5-71010-004-8.
- Рам Дасс. Путешествие к пробуждению. Руководство по медитации = Journey of Awakening: A Meditator’s Guidebook : 1978. — Киев : София, 1996. — 288 с. — ISBN 5-7101-0104-4.
- Рам Дасс. Чудо любви. Истории о Ним Кароли Бабе = Miracle of Love: Stories about Neem Karoli Baba : 1979. — М. : Саттва, 2000. — 400 с. — Пер. с англ. Татьяны Данилевич. — ISBN 5-85296-032-2.
- How Can I Help? Stories and Reflections on Service (with Paul Gorman) (1985) ISBN 0-394-72947-1
- Compassion in Action: Setting Out on the Path of Service (with Mirabai Bush) (1991) ISBN 0-517-57635-X
- Рам Дасс. Всё ещё здесь. Приятие перемен, старения и смерти = Still Here: Embracing Aging, Changing and Dying : 2000. — Киев : София, 2006. — 240 с. — Пер. с англ. Дмитрия Бурбы. — ISBN 5-9550-0515-3.
- Рам Дасс. Пути к Богу. Жизнь по Бхагавадгите = Paths to God: Living The Bhagavad Gita : 2004. — М. : София, 2005. — 400 с. — Пер. с англ. А. Осипов, ред.-консультант Д. Бурба.. — ISBN 5-9550-0820-9.
- Be Love Now (with Rameshwar Das) (2010) ISBN 1-84604-291-7
- Рам Дасс, Рамешвар Дас. Полировка зеркала. Как жить из своего духовного сердца = Polishing the Mirror: How to Live from Your Spiritual Heart : 2013. — Вектор, 2014. — 320 с. — ISBN 978-5-91271-108-4.
- Рам Дасс, М.Буш. Провожая друг друга домой = Walking Each Other Home: Conversations on Loving and Dying : 2021. — М. : Эксмо, 2018. — 320 с. — Пер. с англ. Елены Леонтьевой. — ISBN 978-5-04-112179-2.
- Being Ram Dass (with Rameshwar Das) (2021) ISBN 9781683646280

## Записи
- The Psychedelic Experience: A Manual Based on the Tibetan Book of the Dead (with Richard Alpert & Ralph Metzner) (1966) (reissued on CD in 2003 by Folkways)
- Here We All Are, a 3-LP set recorded live in Vancouver, BC in the summer of 1969.
- Love Serve Remember (1973), a six-album set of teachings, data, and spiritual songs (ZBS Foundation) (released in MP3 format, 2008)
- Cosmix (2008), a video enhanced CD of expressive Ram Dass messages mixed with the Down-under grooves of Australian DJ and performer Kriece, released on Waveform Records

## Фильмы
- A Change of Heart, a 1991 одночасовой документальный фильм, встреча с Рам Дассом и показанный на многих PBS станциях. Под руководством Eric Taylor.
- Ram Dass Fierce Grace (2001 год, библиографический документальный фильм о Рам Дассе, сделанный Lemle Productions)
- Ram Dass — Love Serve Remember, 2010 год, небольшой фильм под руководством V. Owen Bush, включённый в дополнительное издание электронной книги «Будь здесь и сейчас» .